# Aruj HaShulján
El Aruj HaShulján (en hebreo: ערוך השולחן) es un resumen de los capítulos del Shulján Aruj, una obra de Halajá escrita por el rabino Joseph Caro.  

## Historia
El Aruj HaShulján fue compilado por el rabino Yechiel Michel Epstein (1829-1908), la obra trata de ser clara, organiza y resume las fuentes de los capítulos del Shulján Aruj y sus comentarios, poniendo un acento especial en las opiniones del Talmud de Jerusalén y de Maimónides. El Shulján Aruj fue escrito en la ciudad de Safed por el rabino Joseph Caro en el año 1563, es una compilación de las leyes y las costumbres de los judíos sefardíes del lugar y la época en la que fue escrita la obra. Más tarde, unas anotaciones llamadas HaMapah (el mantel), fueron escritas para los judíos asquenazíes por el rabino Moisés Isserles, estas anotaciones fueron incluidas en todas las ediciones del Shulján Aruj impresas desde el año 1578. 

## Estructura
La obra sigue la estructura del Tur y del Shulján Aruj: una división en cuatro partes largas, divididas a su vez en capítulos paralelos llamados simanim, que coinciden en las tres obras. Estos capítulos son posteriormente divididos en parágrafos (seifim), aunque estos últimos no coinciden en las tres obras.

## Punto de vista
El rabino Epstein tiene un punto de vista indulgente, pero sin comprometer en forma alguna el poder y la autoridad de la ley judía. Cuando una costumbre previamente establecida entra en conflicto con la halajá, Epstein tiende a favorecer las costumbres locales, en mayor medida este es el caso en algunas obras de halajá, como la Mishna Berura. El rabino Moisés Feinstein dijo en una ocasión, que las decisiones del rabino Epstein, que era un rabino a tiempo completo, tenían preferencia sobre las opiniones de algunos eruditos, que no eran rabinos en activo. Un rabino en activo, toma en consideración algunos conceptos prácticos de la ley judía, cuando toma una decisión en materia de halajá.  

## Autoridad
El Aruj HaShulján fue impreso en 1884. La Mishna Berura fue impresa en 1904. Debido a la popularidad de esta última obra en el judaísmo ultraortodoxo, la Mishna Berura es a menudo considerada por los judíos jaredim como una obra más autoritativa que el Aruj HaShulján. De todas maneras, muchas personas (incluyendo a los rabinos Yosef Eliyahu Henkin y Yehuda Pearl, han sostenido públicamente que el Aruj HaShulján es una obra más autoritativa, ya que su autor era el rabino en activo de una comunidad. Del mismo modo, el Aruj HaShulján tiene un punto de vista más amplio que la Mishna Berura.

## Impresión
El Aruj HaShulján es a menudo mencionado, juntamente con la Mishna Berura, una obra que fue escrita por el rabino Israel Meir Kegan, el Jafetz Jaim. El Aruj HaShulján fue escrito e imprimido empezando por el capítulo Choshen Mishpat (anterior a la impresión de la Mishna Berura y la sección del Oraj Jaim fue publicada posteriormente).  